# Team Jayco AlUla
Das Team Jayco AlUla ist ein australisches Radsportteam mit Sitz in Victoria.

## Geschichte
Seit Anfang August 2011 wurden für das Team Fahrer unter Vertrag genommen. Das Management der Betreiberfirma GreenEdge hoffte, mit der Verpflichtung hochkarätiger Fahrer und durch deren Punktekonto sich für den Status als eines der maximal 18 UCI ProTeams für die Saison 2012 zu qualifizieren und so ein automatisches Startrecht für die UCI WorldTour zu haben. Die bekanntesten Teammitglieder waren die jungen Australier Jack Bobridge, Cameron Meyer und Travis Meyer sowie die erfahrenen Stuart O’Grady und Simon Gerrans, die Niederländer Pieter Weening und Sebastian Langeveld sowie der mehrfache Afrikameister und amtierende Kontinentalmeister im Einzelzeitfahren, Daniel Teklehaimanot aus Eritrea, der damit der erste Radprofi seines Landes wurde. Später stieß noch u. a. der Sprinter Robbie McEwen und Jens Mouris zu dem Team, während andere mit dem Team in Verbindung gebrachte Fahrer, wie der Rundfahrtspezialist Richie Porte  und Karsten Kroon nicht zum Team kamen.
Unter anderem auch unter Berücksichtigung dieses Kaders erhielt das Team durch die UCI am 5. Dezember 2011 die World-Tour-Team-Lizenz als UCI ProTeam.
Das Team wurde zunächst von dem australischen Geschäftsmann Gerry Ryan finanziert, der Eigentümer des amerikanischen Herstellers von Wohnmobilen Jayco ist. Am 1. Mai 2012 gab das Team bekannt, dass der australische Chemiekonzern Orica als neuer Haupt- und Namenssponsor das Team finanzieren wird. Es folgte von 2018 an der Weinhersteller Mitchelton, der dem Teameigentümer Ryan gehört. Ein im Juni 2020 bekanntgegebene sofortiges Namenssponsoring durch die spanische Non-Profit-Organisation Manuela Fundación, wurde nach wenigen Tagen abgesagt, nachdem Unstimmigkeiten über den weiteren Status des Teams offenbar wurden.
Eine Kooperation bestand mit dem vom Australian Institute of Sport betriebenen Continental Team Jayco-AIS.
GreenEdge betreibt seit dem Jahr 2012 außerdem zusammen mit dem Australian Institute of Sport  als Gemeinschaftsprojekt ein Frauenradsportteam zunächst unter dem Namen GreenEdge-AIS.
Das Team wurde 2012 Mitglied im Mouvement Pour un Cyclisme Crédible (kurz MPCC; dt. Bewegung für einen glaubwürdigen Radsport), trat jedoch zu Beginn der Saison 2016 aus der Vereinigung aus und kündigte an vermehrt mit „offiziellen Organisationen“ zusammenzuarbeiten. Der MPCC erklärte hierauf die Mitgliedschaft des Teams sei ebenso wie die Mitgliedschaft anderer Mannschaften aus opportunistischen Gründen erfolgt.
Im Zuge des Dopingskandals um Lance Armstrong gab der Sportliche Leiter des Teams Matthew White zu, in seiner Zeit beim US Postal Service Team gedopt zu haben, worauf sich Orica-GreenEdge von ihm trennte und die Einführung eines externen Dopingkontrollprogramms ankündigte.
Das Team gewann bei der Tour de France am 2. Juli 2013 in 25:56 min das Mannschaftszeitfahren in Nizza auf dem 25 km langen Kurs. Mit einer Durchschnittsgeschwindigkeit von 57,8 km/h ist diese Etappe die schnellste in der Geschichte dieser Rundfahrt.

## Platzierungen in UCI-Ranglisten
UCI World Ranking
| World Ranking | World Ranking | World Ranking           | World Ranking |
| Jahr          | Teamwertung   | Einzelwertung           |               |
| ------------- | ------------- | ----------------------- | ------------- |
| 2016          | —             | Esteban Chaves (10. )   |               |
| 2017          | —             | Michael Albasini (31. ) |               |
| 2018          | —             | Simon Yates (2. )       |               |
| 2019          | 8.            | Adam Yates (18. )       |               |
| 2020          | 11.           | Simon Yates (27. )      |               |
| 2021          | 19.           | Simon Yates (36. )      |               |
| 2022          | 16.           | Michael Matthews (11. ) |               |
| 2023          | 13.           | Simon Yates (11. )      |               |
| 2024          | 14.           | Michael Matthews (30. ) |               |
|               |               |                         |               |
| Quelle: UCI   |               |                         |               |

UCI World Tour
| UCI World Tour | UCI World Tour | UCI World Tour          | UCI World Tour |
| Jahr           | Teamwertung    | Einzelwertung           |                |
| -------------- | -------------- | ----------------------- | -------------- |
| 2012           | 6.             | Simon Gerrans (6. )     |                |
| 2013           | 13.            | Pieter Weening (25. )   |                |
| 2014           | 5.             | Simon Gerrans (3. )     |                |
| 2015           | 8.             | Michael Matthews (20. ) |                |
| 2016           | 5.             | Esteban Chaves (9. )    |                |
| 2017           | 7.             | Simon Yates (33. )      |                |
| 2018           | 5.             | Simon Yates (1. )       |                |
|                |                |                         |                |
| Quelle: UCI    |                |                         |                |

## Mannschaft 2025
| Teamkader 2025          | Teamkader 2025     | Teamkader 2025         | Teamkader 2025                        |
| Name                    | Geburtsdatum       | Land                   | Vorheriges Team                       |
| ----------------------- | ------------------ | ---------------------- | ------------------------------------- |
| Hagos Welay Berhe       | 22. Oktober 2001   | Äthiopien              | EF Education-Nippo Development (2022) |
| Koen Bouwman            | 2. Dezember 1993   | Niederlande            | Team Visma \| Lease a Bike (2024)     |
| Alessandro De Marchi    | 19. Mai 1986       | Italien                | Israel-Premier Tech (2022)            |
| Davide De Pretto        | 19. April 2002     | Italien                | Zalf Euromobil Fior (2023)            |
| Robert Donaldson        | 8. April 2002      | Vereinigtes Königreich | Trinity Racing (2024)                 |
| Paul Double             | 25. Juni 1996      | Vereinigtes Königreich | Team Polti Kometa (2024)              |
| Eddie Dunbar            | 1. September 1996  | Irland                 | Ineos Grenadiers (2022)               |
| Luke Durbridge          | 9. April 1991      | Australien             | Jayco-AIS (2011)                      |
| Felix Engelhardt        | 19. August 2000    | Deutschland            | Tirol KTM Cycling Team (2022)         |
| Anders Foldager         | 27. Juli 2001      | Dänemark               | Biesse-Carrera (2023)                 |
| Patrick Gamper          | 18. Februar 1997   | Österreich             | Red Bull-Bora-Hansgrohe (2024)        |
| Dylan Groenewegen       | 21. Juni 1993      | Niederlande            | Jumbo-Visma (2021)                    |
| Asbjørn Hellemose       | 15. Januar 1999    | Dänemark               | ASD Swatt Club (2024)                 |
| Michael Hepburn         | 17. August 1991    | Australien             | Jayco-AIS (2011)                      |
| Christopher Juul-Jensen | 6. Juli 1989       | Dänemark               | Tinkoff-Saxo (2015)                   |
| Jelte Krijnsen          | 12. Mai 2001       | Niederlande            | Parkhotel Valkenburg (2024)           |
| Michael Matthews        | 26. September 1990 | Australien             | Team Sunweb (2020)                    |
| Hamish McKenzie         | 13. September 2004 | Australien             | Hagens Berman Jayco (2025)            |
| Luka Mezgec             | 27. Juni 1988      | Slowenien              | Giant-Alpecin (2015)                  |
| Kelland O’Brien         | 22. Mai 1998       | Australien             | St Kilda Cycling Club (2020)          |
| Ben O’Connor            | 25. November 1995  | Australien             | Decathlon-AG2R La Mondiale (2024)     |
| Lucas Plapp             | 25. Dezember 2000  | Australien             | Ineos Grenadiers (2023)               |
| Elmar Reinders          | 14. März 1992      | Niederlande            | Riwal Cycling Team (2022)             |
| Mauro Schmid            | 4. Dezember 1999   | Schweiz                | Soudal Quick-Step (2023)              |
| Campbell Stewart        | 12. Mai 1998       | Neuseeland             | Black Spoke Pro Cycling (2021)        |
| Jasha Sütterlin         | 4. November 1992   | Deutschland            | Bahrain Victorious (2024)             |
| Max Walscheid           | 13. Juni 1993      | Deutschland            | Cofidis (2023)                        |
| Filippo Zana            | 18. März 1999      | Italien                | Bardiani CSF Faizanè (2022)           |
| Chris Harper            | 23. November 1994  | Australien             | Jumbo-Visma (2022)                    |
| Alan Hatherly           | 15. März 1996      | Südarfika              | EF Education-Nippo Development (2023) |
|                         |                    |                        |                                       |
| Quelle: ProCyclingStats |                    |                        |                                       |